# Ghervazen Longher
Ghervazen Longher (pol. Gerwazy Longher, ur. 3 stycznia 1972 w Kaczyce) – rumuński polityk i działacz społeczny narodowości polskiej, poseł do Izby Deputowanych.

## Życiorys
Jest absolwentem zarządzania na uniwersytecie w Jassach. W latach 1998–2002 pełnił funkcję prezesa stowarzyszenia Dom Polski w Nowym Solońcu. W 2002 po śmierci Jana Piotra Babiasza został prezesem Związku Polaków w Rumunii. W tym samym roku uzyskał po raz pierwszy mandat poselski, który utrzymywał w wyborach w 2004, 2008 i 2012. Był m.in. wiceprzewodniczącym grupy parlamentarnej mniejszości narodowych.
W 2014 został skazany przez rumuński Wysoki Trybunał Kasacyjny i Sprawiedliwości na karę trzech miesięcy pozbawienia wolności z warunkowym zawieszeniem za przestępstwo konfliktu interesów polegające na nielegalnym zatrudnieniu swojego brata i siostry w Izbie Deputowanych.
W wyborach w 2016 miejsce w niższej izbie parlamentu jako reprezentantka mniejszości polskiej uzyskała jego żona Victoria Longher. Ghervazen Longher ponownie wystartował natomiast na posła w 2020, powracając do Izby Deputowanych. Z powodzeniem ubiegał się o reelekcję również w 2024.

## Odznaczenia
Odznaczony Złotym Krzyżem Zasługi (2009) oraz Krzyżem Kawalerskim (2010) i Krzyżem Oficerskim (2022) Orderu Zasługi Rzeczypospolitej Polskiej.